# Mautes
Mautes là một xã thuộc tỉnh Creuse trong vùng Nouvelle-Aquitaine miền trung nước Pháp. Xã này nằm ở khu vực có độ cao trung bình 651 mét trên mực nước biển.

## Địa lý
Thị trấn tọa lạc bên hai bờ sông Roudeau, cự ly khoảng 12 dặm (19 km) về phía đông của Aubusson, tại giao lộ các tuyến đường D39, D995 và tuyến đường D25.

## Dân số
| 1962                                                        | 1968 | 1975 | 1982 | 1990 | 1999 | 2006 |
| ----------------------------------------------------------- | ---- | ---- | ---- | ---- | ---- | ---- |
| 319                                                         | 370  | 313  | 298  | 262  | 220  | 222  |
| Số liệu điều tra dân số từ năm 1962 Dân số chỉ tính một lần |      |      |      |      |      |      |

## Địa điểm nổi bật
- Nhà thờ, từ thế kỷ 13.
- Lâu đài tại Barmont & Puy-de-Barmont.
- Phế tích các villa La Mã cổ đại.